# Ernest Roure
Pour les articles homonymes, voir Roure.
Ernest Roure, né le 29 août 1845 à Grasse et mort le 23 février 1921 à Nice, est un homme politique français, député des Alpes-Maritimes sous la Troisième République.

## Biographie
Après des études de droit à Paris, il devient notaire à Grasse. Élu maire de cette ville en 1884, il est ensuite élu député des Alpes-Maritimes le 18 octobre 1885, avec le patronage d'Alfred Borriglione. Il est également élu conseiller général du canton de Grasse en février 1886. Républicain modéré, membre de l'Union républicaine à la Chambre des députés, il ne se représente pas aux élections législatives de 1889 et abandonne, en 1892, ses autres mandats électoraux.
Il est chevalier de la Légion d'honneur.

## Mandats
- Maire de Grasse (1884-1892).
- Député des Alpes-Maritimes (1885-1889).
- Conseiller général du canton de Grasse (1886-1892).